# Campeonato Panamericano de Clubes de 1997
El Campeonato Panamericano de Clubes de 1997 fue la quinta edición de este torneo.
Se disputó en General Pico, Argentina.
El campeón de esta edición fue Franca (Brasil).

## Equipos participantes
| País               | Equipo                                          |
| ------------------ | ----------------------------------------------- |
| Argentina 2 cupos  | Independiente de General Pico Atenas de Córdoba |
| Brasil 2 cupos     | Franca Mogi das Cruzes                          |
| Dominicana 1 cupo  | Mauricio Báez                                   |
| Honduras 1 cupo    | Nacional de Ingenieros                          |
| México 1 cupo      | Jalisco                                         |
| Puerto Rico 1 cupo | Leones de Ponce                                 |
| Uruguay 1 cupo     | Club Atlético Cordón                            |